# Ifang
Ifang ist ein Ortsteil der Gemeinde Ruppichteroth.

## Geographie
Das Dorf liegt auf den Hängen des Bergischen Landes. Nordwestlich liegt Ruppichteroth. Der Ort ist von den Wäldern des Nutscheid umgeben.

## Geschichte
1809 hatte der Ort 15 katholische und sieben lutherische Einwohner. Damals gehörte Ifang zur Commüne Velken.
1910 waren für Ifang die Haushalte Ackerer Heinrich Beiert, Ackerer Friedrich Böhmer sowie Ackerer und Jagdaufseher Josef Sauer verzeichnet.